# Sisis
Sisis Bishop & Crosby, 1938 è un genere di ragni appartenente alla famiglia Linyphiidae.

## Distribuzione
Le due specie oggi attribuite a questo genere sono state rinvenute in USA e in Canada.

## Tassonomia
A giugno 2012, si compone di due specie:
- Sisis plesius (Chamberlin, 1949) — USA
- Sisis rotundus (Emerton, 1925)[3] — USA, Canada

### Specie trasferite
- Sisis saniuanus Chamberlin & Ivie, 1939; trasferita al genere Walckenaeria Blackwall, 1833[1].
- Sisis transbaikalicus (Eskov, 1989); trasferita al genere Moebelotinus Wunderlich, 1995[1].